# Jan Orgelbrand
Jan Krzysztof Orgelbrand (ur. 25 lipca 1948 w Warszawie) – polski prawnik, dziennikarz, wydawca i polityk, instruktor Związku Harcerstwa Polskiego, harcmistrz, zastępca naczelnika ZHP (1989–1990), przewodniczący Naczelnego Sądu Harcerskiego ZHP (2009).

## Życiorys
Po ukończeniu Liceum im. Tadeusza Reytana w Warszawie (1966) podjął studia na Uniwersytecie Warszawskim. Brał udział w wydarzeniach marcowych w 1968. W latach 70. współpracował z Ośrodkiem Dokumentacji i Studiów Społecznych (utworzonym przez Janusza Zabłockiego), pracował w redakcji tygodnika „Za i Przeciw”.
W 1980 został członkiem NSZZ „Solidarność”, był wiceprzewodniczącym komisji zakładowej. W marcu 1981 brał udział w głodówce stanowiącej protest wobec działań władz Chrześcijańskiego Stowarzyszenia Społecznego.
W latach 1990–1992 pełnił funkcję redaktora naczelnego „Świata Młodych”. Reaktywował Wydawnictwo Orgelbrandów (założone w 1829). Później związany z instytucjami ochrony zdrowia, był dyrektorem zakładu opieki zdrowotnej, a od 2005 pracownikiem Ministerstwa Zdrowia (m.in. jako zastępca dyrektora departamentu). Od 1 stycznia 2008 do sierpnia 2012 był zastępcą głównego inspektora sanitarnego. W latach 2013–2022 członek zarządu Mazowieckiego Centrum Rehabilitacji STOCER.
Należał do Chrześcijańsko-Demokratycznego Stronnictwa Pracy i partii Suwerenność-Praca-Sprawiedliwość, został też sekretarzem generalnym Chrześcijańsko-Demokratycznego Instytutu im. Ignacego Paderewskiego. Od 2001 był związany z Platformą Obywatelską, objął funkcję przewodniczącego jej struktur na Mokotowie, kandydował też z jej ramienia m.in. w 2001 i 2015 do Sejmu. W 2022 dołączył do partii Centrum dla Polski.
Od 1965 instruktor harcerski w Związku Harcerstwa Polskiego. W 1989 był zastępcą komendanta Chorągwi Stołecznej ZHP, a w latach 1989–1990 – zastępcą naczelnika ZHP. Następnie był członkiem Naczelnego Sądu Harcerskiego ZHP, w 2006–2009 pełnił funkcję wiceprzewodniczącego, a od stycznia do grudnia 2009 – przewodniczącego tego organu. Ponownie w składzie NSH w latach 2005–2013 i 2017–2022, był jego wiceprzewodniczącym.

## Odznaczenia
- Złoty Krzyż Zasługi (2001)[6]

## Rodzina
Praprawnuk Samuela, prawnuk Hipolita, wnuk Bolesława.